# Bohdan E231
Die Oberleitungsbusse (Obusse) der Bauart Bohdan E231 (ukrainisch Богдан Е231) wurden von 2005 bis 2008 bei Bohdan in Luzk (Ukraine) gebaut.

## Geschichte
Das 1992 gegründete Handelsunternehmen Bohdan wurde 1998 durch Übernahme eines Busreparaturbetriebs in Tscherkassy zum Herstellungsbetrieb und begann 1999 mit der Herstellung von Kleinbussen. Anfang 2020 stellte Bohdan seinen ersten E-Bus vor.
2000 wurde der in Konkurs gegangene Autohersteller Luzkyj awtomobilnyj sawod (LuAZ) in Luzk übernommen. 2004 stellte Bohdan den dreiachsigen 15-m-Niederflur-Omnibus A321 vor. Bereits 2005 wurden zwei A321-Karosserien mit elektrischer Ausrüstung von Cegelec (Tschechien) ausgerüstet. Sie erhielten die Typenbezeichnung E231 und wurden im Oktober 2005 nach Kiew geliefert. Die Endmontage erfolgte dort unter Mithilfe des ortsansässigen Kyjiwski Sawod Elektrotransportu (KZET). Der Bohdan E231 ist der erste dreiachsige gelenklose Obustyp aus ukrainischer Produktion.
Im Herbst 2006 erfolgten die ersten Probefahrten der beiden Prototypen. Aufgrund einiger Defekte zeigte sich Nachbesserungsbedarf, weswegen beide E231 an das Herstellerwerk in Luzk zurückgegeben wurden. Einer der beiden E231 kehrte als 4301 nach Kiew zurück und kam ab April 2007 in den Linienverkehr. Der andere gelangte an den Obusbetrieb in Luzk. Dieser erhielt nachfolgend noch vier weitere E231, insgesamt wurden sie unter den Nummern 203 bis 205 und 208 bis 209 eingereiht. 2008 wurden noch zwei weitere E231 nach Kiew geliefert, die die Nummern 4302 und 4303 erhielten. Auch weiterhin entsprach der Aufbau weitestgehend dem Omnibustyp A231.
Bereits ab 2008 begann Bohdan mit dem Bau neu gestalteter Karosserien für Bus und Obus, zunächst nur in zweiachsiger Ausführung. Seit 2011 gehört zu dieser Modellreihe der T801 in dreiachsiger 15-m-Ausführung, der somit als Nachfolgemodell des E231 gelten kann.